# Victoria (El Salvador)

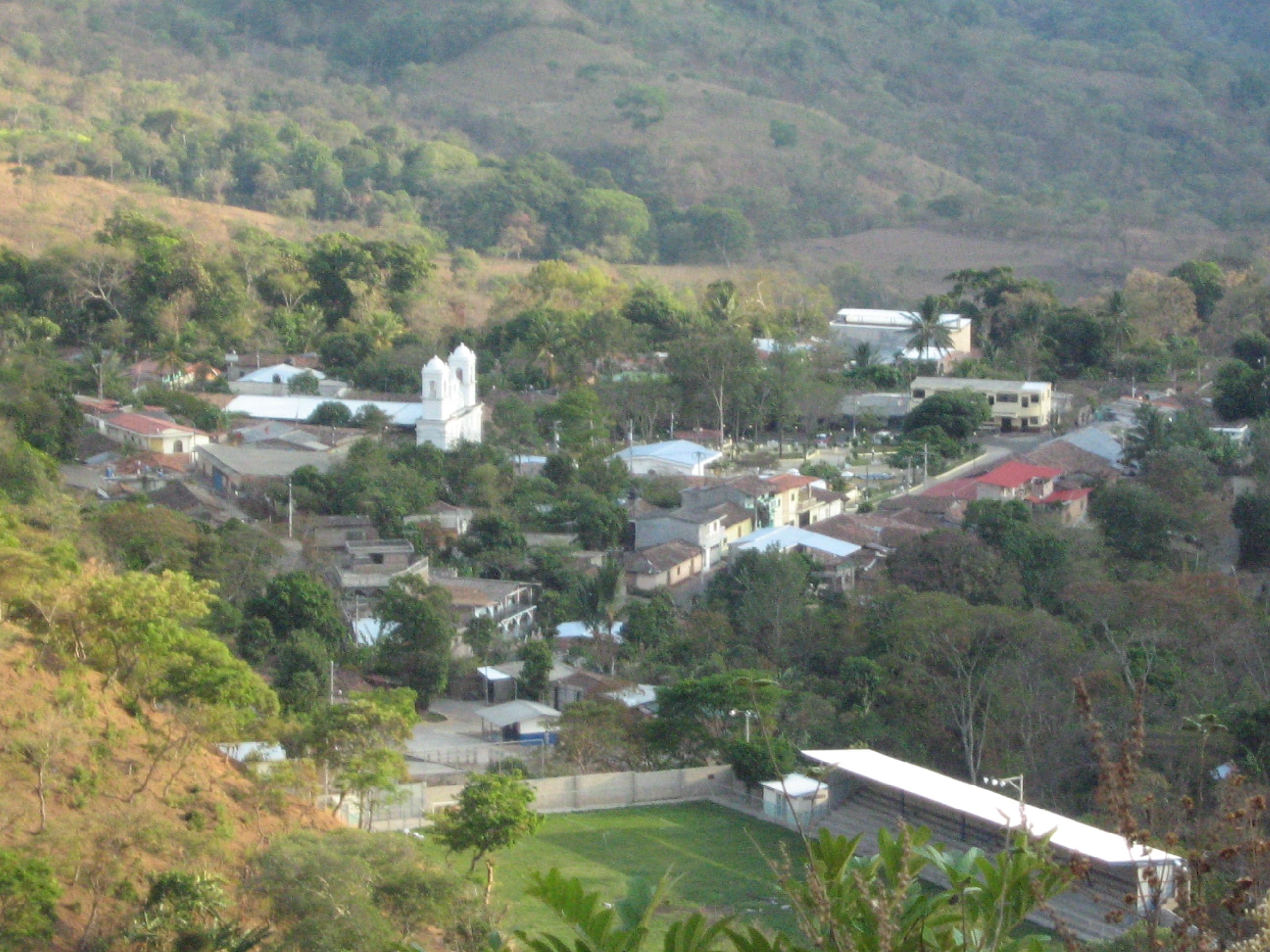
Victoria (El Salvador).

Victoria é um município de El Salvador, localizado no departamento de Cabañas. Sua população, estimada em 2013, era de 6 106 habitantes.
O município possui uma área de 146,95 km² e está situado em uma altitude de 860 metros. Entre as festas populares realizadas na cidade, uma das mais conhecidas é a Celebração da Virgen de Victoria, comemorado no mês de novembro.